# صدف نرم‌پوسته
صدف نرم‌پوسته (نام علمی: Mya arenaria) نام یک گونه از زیررده ناجوردندانگان است.